# 同田貫
同田貫（どうだぬき）是以九州肥後國菊池同田貫（地名）為據點，並從永祿之後開始活躍的肥後刀匠，被認為是延壽派的末流。刀銘有九州肥後同田貫，肥後州同田貫，肥後國菊池住同田貫等名字，另外還有個銘（刀匠的名字）。其中以被加藤清正授予其名字的正字並以此作為刀銘的正國（九州肥後同田貫藤原正國，另外又稱為上野介）最為人所知，也被流傳同田貫是受清正所雇用。由於不加任何裝飾，只依靠刀的素質，因此雖然有藝術品的價值，但大多被看作是缺乏觀賞價值的刀，雖然著名且高價，但在美術品上卻是受到差評的刀匠們，可說是剛刀之類的刀。

## 歷史
受到支配肥後北部直到15世紀末之菊池氏雇請而來並因此活躍的刀匠「延壽」派（菊池氏從山城國招募來並以來派」刀匠‧國村為先祖的刀匠一派），據說其分派來到菊池市稗方的同田貫，並因此開創同田貫一派。後來，以正國・清國兄弟為首的兵部・又八等刀匠們則移居到玉名進行鍛刀。
在玉名市龜甲這裡鍛刀的初代同田貫叫做正國(又稱上野介)，哥哥・清國則在同市伊倉鍛刀。同田貫的作刀以豪刀以及武用刀等種類而出名，在加藤清正入駐熊本後，成為其雇用的刀匠，並因此成為熊本城的常備刀而進入全盛期，但隨著加藤家被改易後而衰敗，鍛刀技術也因此失傳。本妙寺 (熊本市)所遺留下的同田貫正國之刀因此成為熊本縣指定的重要文化財)。
之後，從上野介正國數起的第9代‧正勝從薩州正幸那裏學會鍛刀技術，並且在第10代宗廣，第11代宗春時代，以「新新刀同田貫」之名而再次復興。宗廣通稱為壽太郎・延壽太郎，是肥後新新刀期(1772年以後)的代表刀匠之一，並遺留下獻給繁根木八幡宮的刀(熊本縣指定重要文化財) 。
明治42年（1909）清正公300年祭祀中，向熊本加藤神社獻上同田貫製作的太刀以及薙刀各一把。。

## 逸話
天覧兜割
明治19年（1886年）11月10日，明治天皇行幸東京府麹町區紀尾井町伏見宮貞愛親王官邸，並舉辦弓術，試刀，席畫，能樂，狂言等比賽。其中的試刀在之後被稱為「天覧兜割」。「天覧兜割」由榊原鍵吉（直心影流）以日本刀‧同田貫試刀。榊原用這把同田貫將明珍製作的十二間筋頭盔砍出切口3寸5分寬，深5分的刀口。天覧兜割的故事，讓榊原因此以劍豪身分而聲名大噪，同時也展現出同田貫的強度，並成為逸話而為人所知。

## 虛構的設定
胴田貫
由來來自於「對橫倒於田中的屍體試刀，就能切斷他們的身體並砍到地上」，並且將「同」字改成「胴」的刀。稱為「胴田貫」的刀匠，在各種刀劍入門書，販售書，解說書，専門書，研究書中並沒記載，被認為是時代小説，時代劇的創作。
荒野の素浪人
時代劇「荒野の素浪人」中，三船敏郎扮演的「峠九十郎」，其身上配戴的刀正是「同田貫」。劇中由坂上二郎扮演的「次郎吉」也多次提到這件事。
帶子狼
漫画『帶子狼』主角‧拜一刀的愛刀也是改編同田貫的「胴太貫（どうたぬき）」。另外，續集漫画『新・帶子狼』中，一刀的愛刀以及東鄉重位的愛刀也被稱為「同太貫」。
破れ傘刀舟悪人狩り
時代劇『破れ傘刀舟悪人狩り』中，在長崎學習醫術的蘭學醫・叶刀舟（時代劇的主角）的愛刀為「同田貫」。
三匹が斬る!
時代劇『三匹が斬る!』的主角之一，叫做「千石」的久慈慎之介，其愛刀正是「同田貫」。外型的特徴是刀鞘為灰色，但鐺（こじり）部分則是金色。
必殺仕事人
時代劇『必殺仕事人』中登場的角色之一，畷左門，其愛刀正是「同田貫」。
SD鋼彈外傳 拉克羅亞的英雄
有叫做「同田貫」之名的武器登場。打倒在「武者之城」登場的「鬼武者」後，就能以低機率獲得，還可能進行3次攻撃。
風塵英雄
遊戲中有叫做「同田貫」之名的武器登場。
刀劍亂舞
遊戲中以「同田貫正國」身分登場。声優為櫻井徹。
真劍!!
與「同田貫正國」結緣的真劍少女，「同田貫雅」登場。

## 附上同田貫之名的必殺技
三澤光晴
擅長肘擊的摔角手・三澤光晴在2007年揭露的全新必殺技(絕招)，名稱為「同田貫（同太貫）」。以坐著的對手頭部為目標，並在站立的狀態下反覆使出肘擊將對對手打倒。另外，因為練習不足因此被揶揄為像是信樂燒的狸貓在打自己的肚子一樣，並被稱為是「胴太貍」。

## 備註
1. ↑  . コトバンク. 株式会社日立ソリューションズ・クリエイト. 1998年10月  [2015-08-14]. （原始内容存档于2019-04-15）.
2. 1 2 3 4 5  歷史博物館こころピア企画展「同田貫」 （页面存档备份，存于）玉名市役所，2009年3月25日
3. ↑  清正公信仰の研究 : 近世・近代の「人を神に祀る習俗」 （页面存档备份，存于）福西大輔，熊本大学，2010-03-25
4. ↑  . NPSカットラリー商会. 2015-02-02  [2015-08-14]. （原始内容存档于2018-09-02）.
5. ↑  櫻井徹. . Twitter. 2015-01-14  [2015-08-09]. （原始内容存档于2017-12-13）.